# 쓰리 세컨즈
쓰리 세컨즈(러시아어: Движение вверх)는 2017년에 개봉한 러시아의 드라마 영화이다.

## 줄거리
다시 시작된 승부, 남은 시간 단 3초! 올림픽의 역사상 가장 격렬한 빅매치가 시작된다!
1972년 뮌헨 올림픽 남자 농구 결승전. 36년간 우승을 차지한 최강자 미국을 반드시 꺾어야만 하는 소련 농구 대표팀은 한 치의 양보도 없는 불꽃 튀는 접전을 펼친다.
예측 불가능한 결과에 숨막히는 긴장감이 이어지는 가운데, 소련의 타임아웃 요청을 듣지 못한 심판의 실수로 경기는 미국의 우승으로 종료된다.
이에 소련 농구 대표팀은 격렬히 항의하고, 자신의 과오를 인정한 심판은 남은 시간을 3초를 선언하며 사상 유례 없는 재승부가 시작되는데...

## 출연진
주연
- 블라디미르 마쉬코프 - 블라디미르 역
- 키릴 자이체프 - 세르게이 벨로프 역
- 이반 코레스니코프 - 알렉산더 벨로프 역

조연
- 존 세비지 - 행크 아이바 역
- 안드레이 스몰리야코프 - 세르게이 바쉬킨 역
- 제임스 트라타스 - 모데스타스 파울루아스카스 역
- 마라 바샤로프 - 테레스첸코 역